# Hutteriter

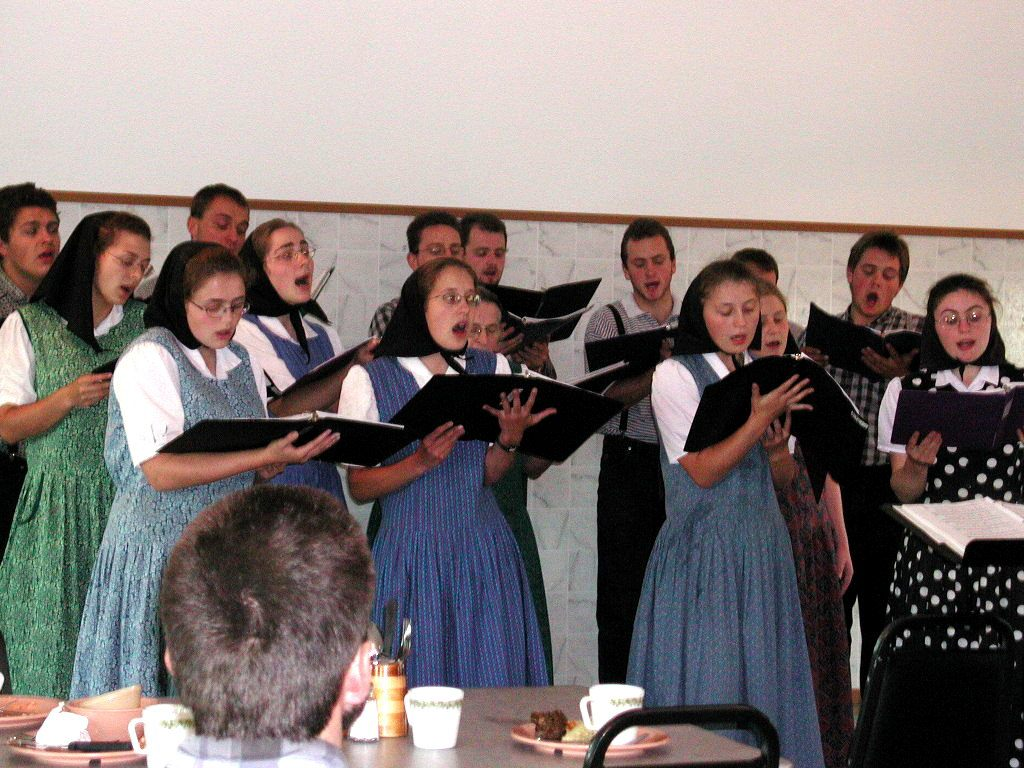
Hutteritisk kör

Hutteriterna är en protestantisk, anabaptistisk kristen riktning, som på grund av den förföljelse de fick utstå i Europa, flydde till Nordamerika under 1870-talet. Liksom många andra kristna grenar har de sina rötter i reformationen, närmare bestämt ur 1500-talets döparrörelse. De har namnet efter Jacob Hutter, en tysk döpare från början av 1500-talet. Det finns runt 460 hutteritkolonier i USA (västra delen) och Kanada med sammanlagt 46 000 medlemmar. Varje koloni leds av en äldste (Ältistor).
Hutteriter är likt andra anabaptister pacifistiska och vägrar bära vapen eller gå med i armén. De praktiserar även egendomsgemenskap. Detta baserar de på Jesu undervisning i Bergspredikan om att älska sina fiender (Matt 5:44) samt den första församlingen i Jerusalem som delade egendomar jämlikt (Apg 2:44-45).
Det finns tre huvudsakliga grenar, eller "folk" (tyska Leut), av hutteriter: Lehrerleut, Dariusleut, och Schmiedeleut. De har alla samma lära men skiljer sig angående traditioner och geografi. Lehrerleut är den strängaste formen när det gäller klädedräkt. Schmiedeleut har de mildaste traditionerna vad gäller klädregler, och denna gren förekommer i mellersta Nordamerika, medan de andra två grupperna finns längre västerut.
Relationerna med de närbesläktade Bruderhof har tidvis lett till schismer, på grund av diverse kulturella skillnader.